# O-xilen
o-xilenul (1,2-xilenul) este un compus organic, un xilen cu formula chimică C6H4(CH3)2. Este un dimetilbenzen, cu grupele metil în poziții adiacente pe nucleul aromatic. Este un lichid incolor, uleios și inflamabil.

## Proprietăți
o-xilenul este utilizat industrial în obținerea anhidridei ftalice, un precursor important în sinteza chimică. Grupele metil nu sunt susceptibile doar oxidării, și pot fi și halogenate. De exemplu, prin tratare cu brom molecular, grupele metil sunt bromurate, cu formarea de dibromură de xilen:
C6H4(CH3)2  +  2 Br2  →  C6H4(CH2Br)2  +  2 HBr